# Нишанджа (квартал в Еюпсултан)
„Нишанджа“ (на турски: Nişanca) е квартал на Истанбул, разположен в градска околия Еюпсултан. Според данни на Адресната система за регистриране на населението (ABPRS) към 2024 г. населението на „Нишанджа“ е 15 119 жители.